# Maldives FA Cup
Der Maldives FA Cup ist ein nationaler Fußballwettbewerb auf den Malediven. Organisiert wird der seit 1988 ausgetragene Wettbewerb vom Fußballverband der Malediven, der Football Association of Maldives. Der Gewinner des Finales darf als Vertreter der Malediven am AFC Cup teilnehmen.

## Sieger
| Jahr | Sieger                                                     | Ergebnis                                                   | Finalist                                                   | Bemerkung                                                                 |
| ---- | ---------------------------------------------------------- | ---------------------------------------------------------- | ---------------------------------------------------------- | ------------------------------------------------------------------------- |
| 1988 | Club Valencia                                              |                                                            | New Radiant                                                |                                                                           |
| 1989 | New Radiant                                                |                                                            | Victory SC                                                 |                                                                           |
| 1990 | Club Lagoons                                               |                                                            | New Radiant                                                |                                                                           |
| 1991 | New Radiant                                                |                                                            | Club Lagoons                                               |                                                                           |
| 1992 | Club Lagoons                                               |                                                            | Club Valencia                                              |                                                                           |
| 1993 | Victory SC                                                 | 0:0                                                        | Club Lagoons                                               |                                                                           |
| 1994 | New Radiant                                                |                                                            | Club Valencia                                              |                                                                           |
| 1995 | Club Valencia                                              | 1:0                                                        | New Radiant                                                |                                                                           |
| 1996 | New Radiant                                                |                                                            | Victory SC                                                 |                                                                           |
| 1997 | New Radiant                                                | 2:0                                                        | Club Valencia                                              |                                                                           |
| 1998 | New Radiant                                                | 1:0                                                        | Hurriyya SC                                                |                                                                           |
| 1999 | Club Valencia                                              | 4:3                                                        | New Radiant                                                | Das erste Endspiel endete 2:2, das zweite Endspiel gewann Valencia 2:1    |
| 2000 | Victory SC                                                 | 3:0                                                        | Hurriyya SC                                                |                                                                           |
| 2001 | New Radiant                                                | 3:1                                                        | Club Valencia                                              | Das erste Endspiel endete 1:1, das zweite Endspiel gewann New Radiant 2:0 |
| 2002 | Island FC                                                  | 2:0                                                        | New Radiant                                                |                                                                           |
| 2003 | Island FC                                                  | 1:0                                                        | Club Valencia                                              |                                                                           |
| 2004 | Club Valencia                                              | 2:0                                                        | Victory SC                                                 |                                                                           |
| 2005 | New Radiant                                                | 2:0                                                        | Club Valencia                                              |                                                                           |
| 2006 | New Radiant                                                | 2:0                                                        | Club Valencia                                              |                                                                           |
| 2007 | New Radiant                                                | 2:0                                                        | Club Valencia                                              |                                                                           |
| 2008 | VB Sports                                                  | 1:0                                                        | New Radiant                                                |                                                                           |
| 2009 | Victory SC                                                 | 2:0                                                        | VB Sports                                                  |                                                                           |
| 2010 | Victory SC                                                 | 2:1                                                        | New Radiant                                                |                                                                           |
| 2011 | VB Sports                                                  | 6:4 (n. V.)                                                | Maziya S&RC                                                |                                                                           |
| 2012 | Maziya S&RC                                                | 2:1                                                        | Club Eagles                                                |                                                                           |
| 2013 | New Radiant                                                | 1:0                                                        | Maziya S&RC                                                |                                                                           |
| 2014 | Maziya S&RC                                                | 0:0 (n. V.) 4:3 (n. E.)                                    | New Radiant                                                |                                                                           |
| 2015 | Keine Austragung                                           | Keine Austragung                                           | Keine Austragung                                           | Keine Austragung                                                          |
| 2016 | Club Valencia                                              | 3:1                                                        | TC Sports Club                                             |                                                                           |
| 2017 | New Radiant                                                | 2:2 (n. V.) 4:2 (n. E.)                                    | TC Sports Club                                             |                                                                           |
| 2018 | Keine Austragung                                           | Keine Austragung                                           | Keine Austragung                                           | Keine Austragung                                                          |
| 2019 | Keine Austragung                                           | Keine Austragung                                           | Keine Austragung                                           | Keine Austragung                                                          |
| 2020 | Abbruch nach dem Viertelfinale wegen der COVID-19-Pandemie | Abbruch nach dem Viertelfinale wegen der COVID-19-Pandemie | Abbruch nach dem Viertelfinale wegen der COVID-19-Pandemie | Abbruch nach dem Viertelfinale wegen der COVID-19-Pandemie                |
| 2021 | Keine Austragung                                           | Keine Austragung                                           | Keine Austragung                                           | Keine Austragung                                                          |
| 2022 | Maziya S&RC                                                | 2:0                                                        | Club Valencia                                              |                                                                           |